# 宮元三恵
宮元 三恵（みやもと みえ、1972年 - ）は、日本の建築家。東京工科大学准教授。博士（美術）。

## 経歴
1972年に福岡県北九州市に生まれる。1994年に東京芸術大学美術学部建築科卒業後、1996年にAAスクール（英国建築協会付属建築学校）を修了する。1997年より、東京大学総合研究博物館セルジオ・カラトローニ研究室アシスタント、東京テクニカルカレッジ建築科、および同デジタルデザイン建築科の非常勤講師を務める。その後、2002年に文化庁派遣芸術家在外研修員として再びイギリスに渡る。2006年に東京芸術大学美術学部博士課程修了後、同大学美術学部将来計画準備室教育研究助手を経て、2010年に東京工科大学デザイン学部准教授に就任。専門分野は芸術学、都市計画、建築計画、建築意匠、地域研究など。主に知覚及び体験に基づく空間づくりをテーマとした作品制作のほか、子どもが参加する地域参加型空間づくりの活動を幼稚園などで行っている。

## 略歴
- 1972年 福岡県北九州市にて出生
- 1994年 東京芸術大学美術学部建築科卒業
- 1996年 AAスクール修了
- 1997年 東京大学総合研究博物館セルジオ・カラトローニ研究室アシスタント、東京テクニカルカレッジ建築科及びデジタルデザイン建築科非常勤講師
- 2002年 文化庁派遣芸術家在外研修員
- 2006年 東京芸術大学美術学部博士課程修了。東京芸術大学美術学部将来計画準備室教育研究助手
- 2010年 東京工科大学デザイン学部准教授

## 業績・活動
主な業績・活動は次のとおりである。
- 「IF 2000 プロジェクト」空間設計（1997年、東京、恵比須ガーデンプレイス）
- 「東京大学創立120周年記念展覧会」空間設計（1997年、東京、安田講堂、セルジオ・カラトローニ・デザイン・スタジオ）
- 「カー・シュー・スピードアート」トータルデザイン（1998年、ミラノ、セルジオ・カラトローニ・デザイン・スタジオ）
- 「Helmut Newton for Walford」空間設計（1998年、東京、般若苑）
- 「soft machine bar」空間設計制作（1999年、福岡）
- 「small house/big workshop」空間設計制作（1999年、東京）
- 「音楽家のスタジオ」設計（2000年、大阪）
- 「Section(s): London」ロンドン路上文化取材（2000年-2002年）
- 「BLISS」での共同制作活動・展覧会（2003年-2004年）
- 海辺保育園での共同制作活動（2006年、大分）
- ぷりすくーる西五反田での共同制作活動（2006年、東京）
- ゆうゆうのもり幼保園での共同制作活動（2008年、神奈川）
- 揖斐幼稚園での共同制作活動（2010年、岐阜）

## 著書
- 『藝大素述―美術学部の教育現場から』（共編）[4]、東京藝術大学出版会、2007年7月、ISBN 4-9040-4902-0